# لمبورک
لمبورک (به لاتین: Lębork، تلفظ: [ˈlɛmbɔrk]) یک شهرک در لهستان است که در استان پومرانی واقع شده‌است.

## خصوصیات
لمبورک ۱۷٫۸۶ کیلومترمربع مساحت و ۳۵٬۰۶۹ نفر جمعیت دارد.

## خواهرخوانده
شهرهای گومرزباخ و دودلانژ خواهرخوانده‌های لمبورک هستند.